# گوتیه هین
گوتیه هین (انگلیسی: Gauthier Hein؛ زادهٔ ۷ اوت ۱۹۹۶) بازیکن فوتبال اهل فرانسه است.
از باشگاه‌هایی که در آن بازی کرده‌است می‌توان به باشگاه فوتبال متس اشاره کرد.